# Ulla Bengtsson
Ulla Magdalena Bengtsson, född 23 augusti 1923 i Molkom, Nyeds församling, Värmlands län, död 14 oktober 2003 i Fässbergs församling, Mölndal, Västra Götalands län, var en svensk läkare.
Bengtsson, som var dotter till folkskollärare Ernst Bengtsson och Maja Thorslund, blev medicine licentiat vid Uppsala universitet 1951, medicine doktor vid Göteborgs universitet 1962 och docent i nefrologi vid Göteborgs universitet 1964. Hon var underläkare på Sahlgrenska sjukhuset 1953–1963, biträdande överläkare vid medicinska kliniken på Falu lasarett 1964–1966, biträdande överläkare och klinisk amanuens i njurmedicin på Sahlgrenska sjukhuset 1966–1976 samt var professor i njurmedicin vid Lunds universitet och överläkare på Lunds lasarett 1976–1990. Hon var ordförande i Sveriges njurmedicinska förening 1981–1986. Hon författade skrifter inom området njurmedicin. Bengtsson är gravsatt på Örby nedre kyrkogård.